# Sang Kuo-wej
Sang Kuo-wej (čínsky pchin-jinem Chén Zhú, znaky zjednodušené 陈竺; 11. listopadu 1941 – 7. prosince 2023) byl čínský farmakolog a politik, místopředseda stálého výboru Všečínského shromáždění lidových zástupců (parlamentu, 2008–2013) a předseda ústředního výboru Demokratické strany čínských rolníků a dělníků (2007–2012), jedné z menších politických stran Čínské lidové republiky. Studoval farmacii a farmakologii v Číně a Anglii, pracoval v ústavu farmaceutického výzkumu a ústavu plánování rodiny v Če-ťiangu na vývoji antikoncepčních prostředků. Roku 1997 přešel do čeťiangské provinční administrativy, od roku 1999 působil ve vedení centrálních úřadů pro léčiva v Pekingu, současně od roku 2000 vykonával funkci místopředsedy ústředního výboru Demokratické strany čínských rolníků a dělníků.

## Život
Sang Kuo-wej se narodil 11. listopadu 1941 v Šanghaji, jeho rodina pochází z okresu Wu-sing na severu provincie Če-ťiang. V letech 1958–1962 studoval farmacii na První lékařské fakultě v Šanghaji, pokračoval magisterským studiem farmakologie na téže fakultě, absolvoval roku 1966. Potom do roku 1983 pracoval v Ústavu farmaceutického výzkumu Lidového zdravotnického experimentálního ústavu provincie Če-ťiang. Roku 1979 odjel na několikaměsíční stáž na univerzitě v Cambridge v Anglii, kde se věnoval studiu reprodukční fyziologie a vzápětí v letech 1980–1981 pokračoval v pobytu v Anglii na katedře klinické farmakologie a biochemie Londýnské univerzity.
V letech 1983–1991 pracoval v Ústavu farmaceutického výzkumu a Ústavu plánování rodiny Lidového zdravotnického experimentálního ústavu provincie Če-ťiang, kde postupně působil jako pomocný vědecký pracovník, vědecký pracovník a ředitel. přitom v letech 1989–1990 působil jako hostující profesor klinické farmakologie a vnitřního lékařství na Cornellově univerzitě v USA. Jako farmakolog se věnoval zejména prostředky plánování rodiny, tj. vývojem nových antikoncepčních prostředků. V letech 1991–1997 byl viceprezidentem Čeťiangské akademie lékařských věd a ředitelem Ústavu farmaceutického výzkumu a Ústavu plánování rodiny. Už předtím vstoupil do Demokratické strany čínských rolníků a dělníků, jedné z menších politických stran Čínské lidové republiky, a od roku 1997 byl místopředsedou její čeťiangské provinční organizace.
Roku 1997 přešel z akademické sféry do státní správy, když převzal funkci zástupce ředitele odboru zdravotnictví provincie Če-ťiang, přitom zůstal ředitel Ústavu plánování rodiny čeťiangské pobočky Akademie lékařských věd (do 1999). Roku 1998 povýšil na pomocníka guvernéra Če-ťiangu. Roku 1999 byl zvolen akademikem Čínské akademie inženýrství a přešel z Če-ťiangu do centrálních pekingských úřadů, na místo generálního tajemníka Národní lékopisné komise (do 2005), zástupce ředitele Státního úřadu pro léčiva (do 2003), ředitele Čínského institutu pro kontrolu farmaceutických a biologických výrobků (do 2007), předsedy Čínského výboru pro standardizaci biologických výrobků (do 2007) a ředitele Střediska pro spolupráci s WHO při výzkumu a školení v oblasti kontroly kvality léčiv (do 2007).
Roku 2000 byl zvolen místopředsedou ústředního výboru Demokratické strany čínských rolníků a dělníků, roku 2003 byl zvolen členem stálého výboru Všečínského shromáždění lidových zástupců (parlamentu) a roku 2007 postoupil na předsedu ústředního výboru Demokratické strany čínských rolníků a dělníků, přičemž zůstal výzkumným pracovníkem Čínského národního institutu pro kontrolu farmaceutických a biologických výrobků a předsedou Čínské farmaceutické společnosti. Současně se od roku 2008 podílel na organizaci národního vědecko-technického velkého projektu „Vytvoření významných nových léčiv“ v rámci 11. a 12. pětiletého plánu.
V březnu 2008 byl zvolen místopředsedou stálého výboru Všečínského shromáždění lidových zástupců (parlamentu). Koncem roku 2012 ho v čele Demokratické strany čínských rolníků a dělníků nahradil Čchen Ču a v březnu 2013 odešel i z parlamentu, když v dalším volebním období Všečínského shromáždění lidových zástupců Čchen Ču převzal i Sang Kuo-wejovo místo místopředsedy stálého výboru shromáždění.
Sang Kuo-wej zemřel v Pekingu 7. prosince 2023 ve věku 82 let.